# Kernland
Kernland ist ein politischer Begriff und bezeichnet in der Regel den vorherrschenden und politisch bestimmenden Staat in einem oft auch multiethnischen Verbund ihn umgebender verschiedener (auch teilautonomer) Staaten, Regionen oder Provinzen. Begrifflich verwandt, teilweise auch synonym wird statt Kernland manchmal auch das Wort „Mutterland“ eingesetzt.

## Beispiele
- Niederösterreich mit Wien gilt als Kernland Österreichs.
- Historisch war das Kernland im Vielvölkerstaat des Kaiserreichs der Habsburger Österreich, ab 1867 der kaiserlich-königlichen Monarchie Österreich-Ungarn mit dem formal gleichberechtigten Ungarn, im 19. Jahrhundert bis 1918 Österreich.
- Die heutigen chinesischen Provinzen Hebei und Henan, sowie die Hauptstadt Peking, bildeten zusammen das Kernland des Chinesischen Kaiserreiches
- Im 1871 gegründeten Deutschen Reich war das Königreich Preußen Kernland, im Königreich Preußen war wiederum die Mark Brandenburg Kernland.
- Oberbayern ist das Kernland Bayerns
- In der Sowjetunion zwischen 1922 und 1990 war das Kernland die Russische SFSR.
- Spätestens nach dem Tod von Josip Broz Tito war das Kernland der ehemaligen Bundesrepublik Jugoslawien Serbien.
- Das Kernland des Vereinigten Königreiches als auch des Commonwealth ist England.
- Die Provinz Holland ist das Kernland der Niederlande.
- Das Moskauer Reich bzw. heute die Region um Moskau gilt als Kernland Russlands.
- Die Île-de-France ist das Kernland Frankreichs.
- Das Königreich Kastilien gilt seit dem Einigungsprozess Ende des 15. Jahrhunderts als Kernland Spaniens.
- Die Neuengland-Staaten bzw. die ehemaligen britischen Dreizehn Kolonien gelten als Kernland der USA.
- In der von 1397 bis 1523 bestehende Kalmarer Union war Dänemark Kernland.
- Das Königreich Sardinien-Piemont war das Kernland Italiens.
- In Israel gelten die Gebiete innerhalb der sogenannten Grünen Linie und Orte wie Tel Aviv-Jaffa, Haifa oder Westjerusalem als Kernland.[1][2]